# Loboscelidiinae
Sous-famille
Loboscelidiinae est une petite sous-famille d'hyménoptères de la famille des Chrysididae, qui ne compte que deux genres :
- Loboscelidia Westwood
- Rhadinoscelidia Kimsey